# Apios
Apios é um género botânico pertencente à família Fabaceae.